# 新世紀エヴァンゲリオン 綾波育成計画
『新世紀エヴァンゲリオン 綾波育成計画』（しんせいきエヴァンゲリオン あやなみいくせいけいかく）は、『新世紀エヴァンゲリオン』を原作とした育成シミュレーションゲーム。
2001年5月18日に、PCゲームソフトとしてWindows版（95/98/Me対応）が発売された。2003年4月11日にはWindows XP対応版が発売された。
2002年4月18日には、ドリームキャスト版が発売された。
2003年12月11日には、シナリオの追加などのバージョンアップが施された、PlayStation 2版『新世紀エヴァンゲリオン 綾波育成計画 with アスカ補完計画』が通常版と限定版の2バージョンで発売された。2005年8月25日には、廉価版のB.B.Q (Broccoli Best Quality) 版が発売された。
2008年8月28日には、ニンテンドーDS版『新世紀エヴァンゲリオン 綾波育成計画DS with アスカ補完計画』が通常版と限定版の2バージョンで発売された。

## 概要
主人公は綾波レイの保護監督主任になってレイとアスカの2人を、1週間ごとの育成スケジュールを実行しながら約1年間指導することが目的。話し方や育成のしかたで最終的な結果が変わってくる。また、PS2版では、ある一定条件を満たすと惣流・アスカ・ラングレー育成に入ることができる。ドリームキャスト版、PlayStation 2版、ニンテンドーDS版と追加要素を入れながら発売している。エヴァのゲームの中で『新世紀エヴァンゲリオン 鋼鉄のガールフレンド』に次ぐロングセラーである。

## ゲーム内容
育成次第では、レイとアスカがアニメオタクになる。その際には、ふしぎの海のナディアのマニアック薀蓄を語ったり、アニメーターになりたがる・コスプレで撮影に応じる・コミックマーケットで目当てのアイテム欲しさに群衆に突っ込んで行くなどコアな行動をボイス付きで観察することが出来る。原作とは最もかけ離れた脚色の一つである。
育成は、ゲーム初期状態では綾波レイのみ育成が可能であるが、彼女のシナリオで一定の条件を果たすと惣流・アスカ・ラングレーの育成が可能となる。なお、二人同時の育成は不可能である。
パラメーターは以下に分類される
知識
知能
身体能力
反射能力
精神防壁
感受能力
好奇心
責任感
協調性
自意識
モラル
フェロモン
トレーニング内容は大きく精神面、肉体面、知力からなりバランスを考えた育成が必要であるが、それらに現れない“好意値”も存在するため、条件を満たせばレイやアスカと恋愛状態に陥ることも有り、恋愛状態かどうかもエンディングシナリオに影響を及ぼす。

## 登場人物
綾波レイ
声 - 林原めぐみ
ファーストチルドレンと呼ばれるエヴァンゲリオン零号機パイロット。誰に対しても心を閉ざしており、その本心を読み取ることはできない。しかし、碇にだけは心を許している。
惣流・アスカ・ラングレー
声 - 宮村優子
ドイツからやってきたエヴァンゲリオン弐号機パイロット。レイとは対照的に、感情の起伏が激しいのが特徴。頭がよく、運動神経も抜群だが、他人に対する配慮が足りないところがある。

## 追加要素
主な追加要素は綾波（アスカ）に着せ替えられるコスチュームが機種ごとに追加されていたり、DS版ではDSの2画面機能を活かした新作のOPムービー、「クイズ!?エヴァンゲリオン」というエヴァンゲリオンに関したクイズゲームなどの要素があった。
さらにDS版での新コスチュームにはある条件を満たすと『天元突破グレンラガン』のニアとヨーコの衣装が出現する。

## DS版
『新世紀エヴァンゲリオン 綾波育成計画DS with アスカ補完計画』では機種がDSになったため、2画面表示を使ったシステムになっている。
また、公式では正式なタイトルは『新世紀エヴァンゲリオン 綾波育成計画DS with アスカ補完計画』であるが、タイトルが『新世紀エヴァンゲリオン 綾波育成計画 with アスカ補完計画DS』とDSの位置が異なる表記をされるときがある。

## 特典
ドリームキャスト版では、「オリジナルマウスパッド」「ラバーピンズ」を同梱。ニンテンドーDS版の限定版には「オリジナルイラスト採用ストラップ」と「特製ポーチ」がついていた。

## 曲
DS版では2画面表示。
- OP曲「幸せは罪の匂い」（歌：高橋洋子）※PC版とDC版。
- OP曲「残酷な天使のテーゼ」（歌：高橋洋子）※PS2版とDS版。
- ED曲「魂のルフラン」（歌：高橋洋子）※DS版のみ。

## リリース

### 漫画
- 『新世紀エヴァンゲリオン 綾波育成計画Withアスカ補完計画 4コママンガ劇場』（スクウェア・エニックス） - 全2巻

### 書籍
- 『新世紀エヴァンゲリオン 綾波育成計画 公式グラフィックライブラリー』（角川書店） - 2001年8月10日発売
- 『新世紀エヴァンゲリオン 綾波育成計画 指導要綱公式攻略本』（エンターブレイン） - 2001年11月発売
- 『新世紀エヴァンゲリオン 綾波育成計画 with アスカ補完計画 公式ビジュアルライブラリー』（角川書店） - 2003年12月26日発売

### CD-ROM
- 『綾波育成計画 ぷかぷかレイちゃん』（ガイナックス） - 2002年4月12日発売

### その他
- 『ビジュアルメモリUSブルー 新世紀エヴァンゲリオン綾波育成計画カスタマイズシール付』 - 2002年4月18日